# Ludwik Wodzicki
Ludwik Wodzicki (ur. 19 sierpnia 1834 w Krakowie, zm. 11 sierpnia 1894) – hrabia, konserwatywny polityk galicyjski, poseł I, II, III, IV, VI kadencji (1865-1894) Sejmu Krajowego Galicji, publicysta, właściciel Tyczyna.

## Życiorys
Był synem hrabiego Aleksandra Wodzickiego, uczestnika powstania listopadowego i Izabelli Jędrzejowicz. Uczył się w krakowskim gimnazjum św. Anny. Studiował w Krakowie, Paryżu i Wiedniu. Od 1860 r. popierał obóz Hotelu Lambert. Wziął udział w powstaniu styczniowym. Awansowany na porucznika, po klęsce jego oddziału schronił się na pół roku w Anglii. Wróciwszy do zaboru austriackiego, wybrany posłem. W latach 1867–1877 był posłem Rady Państwa w Wiedniu. W grudniu 1877 roku został powołany przez cesarza na dożywotniego członka Izby Panów. W 1877 r. został mianowany marszałkiem Sejmu Krajowego Galicji. Funkcję tę pełnił do grudnia 1880 roku, kiedy został mianowany przez cesarza gubernatorem nowo powstałego z inicjatywy Paula Eugène'a Bontoux katolicko-legitymistycznego Banku dla Krajów Koronnych. Jako polityk był zwolennikiem współpracy z Austrią i przeciwnikiem dalszej walki zbrojnej o niepodległość. Był współautorem anonimowych artykułów publikowanych w 1869 w Przeglądzie Polskim pod nazwą Teka Stańczyka. Po bankructwie Kirchmayera w 1870 roku został jednym ze współwłaścicieli krakowskiego Czasu. Zmarł w pociągu podczas podróży do Paryża. Pochowany 21 sierpnia 1894 roku w Tyczynie.
W 1868 roku ożenił się z Jadwigą Zamoyską córką Jana.